# Лаино Борго
Лаѝно Бо̀рго (на италиански: Laino Borgo, на местен диалект Laìnu, Лаину) е село и община в Южна Италия, провинция Козенца, регион Калабрия. Разположено е на 271 m надморска височина. Населението на общината е 1997 души (към 2012 г.).